# Sun Temple
Le Sun Temple est un site archéologique du comté de Montezuma, dans le Colorado, aux États-Unis. Protégé au sein du parc national de Mesa Verde, il est desservi par la Mesa Top Loop Road.